# دوري أبطال أوروبا للكرة الطائرة للسيدات 2020–21
كانت بطولة دوري أبطال أوروبا للكرة الطائرة (CEV) لموسم 2020-21 أعلى مستوى من منافسات أندية الكرة الطائرة في أوروبا خلال ذلك الموسم، وهي النسخة الحادية والستون من البطولة.

## التأهل
يشارك ما مجموعه 20 فريقًا في المنافسة الرئيسية، حيث يتم تخصيص 17 فريقًا بشكل مباشر بناءً على قائمة التصنيف لمسابقات كأس أوروبا، بينما تتأهل 3 فرق من خلال جولات التصفيات.

## النظام
دور المجموعات
يتم اعتماد نظام الدوري المجزأ (إقامة دورتين بنظام الدوري من جولة واحدة داخل "فقاعات صحية آمنة" في موقعين مختلفين لكل مجموعة)، حيث يتم توزيع الفرق العشرين المشاركة على خمس مجموعات، تضم كل منها أربعة فرق. يتأهل الفائزون الخمسة بالمجموعات، بالإضافة إلى أفضل ثلاثة فرق تحتل المركز الثاني من بين جميع المجموعات، إلى الأدوار الإقصائية.
يتم تحديد الترتيب بناءً على عدد المباريات التي تم الفوز بها. وفي حال تعادل فريقين أو أكثر في عدد المباريات الفائزة، يتم تحديد ترتيبهم وفقًا للمعايير التالية:
- نقاط النتائج (النقاط الممنوحة بناءً على النتائج): 3 نقاط للفوز بنتيجة 3-0 أو 3-1، نقطتان للفوز بنتيجة 3-2، ونقطة واحدة للخسارة بنتيجة 2-3.
- نسبة الأشواط (مجموع الأشواط التي فاز بها الفريق مقسومًا على مجموع الأشواط التي خسرها).
- نسبة النقاط (مجموع النقاط التي سجلها الفريق مقسومًا على مجموع النقاط التي استقبلها).
- نتائج المباريات المباشرة بين الفرق المتعادلة.

التصفيات النهائية
يتم اعتماد نظام خروج المغلوب، حيث يتم توزيع الفرق الثمانية المتأهلة في دور ربع النهائي، ويتأهل الفائزون إلى الأدوار التالية (نصف النهائي والنهائي).
تتكون مباريات ربع النهائي ونصف النهائي من مباراتين (ذهاب وإياب)، ويتم منح نقاط النتائج لكل مباراة على النحو التالي:
- 3 نقاط للفوز بنتيجة 3-0 أو 3-1.
- 2 نقطتان للفوز بنتيجة 3-2.
- 1 نقطة للخسارة بنتيجة 2-3.

بعد انتهاء المباراتين، يتأهل الفريق الذي حصل على أكبر عدد من نقاط النتائج إلى الدور التالي.
في حال التعادل بعد المباراتين، يتم لعب مجموعة ذهبية (Golden Set) مباشرة بعد المباراة الثانية.
المجموعة الذهبية تُحسم بالفوز بـ 15 نقطة على الأقل، بشرط أن يكون الفارق بين الفريقين نقطتين على الأقل، تمامًا كما هو الحال في شوط كسر التعادل في المباريات العادية.
المباراة النهائية
مباراة واحدة تجمع بين الفائزين في نصف النهائي على ملعب محايد لتحديد بطل البطولة.

## تكوين المجموعات
أُجريت قرعة الدوري في 21 أغسطس 2020 في مدينة لوكسمبورج . م تقسيم الفرق العشرين إلى أربع أوعية، تحتوي كل وعاء على 5 فرق، حيث يتم سحب فريق واحد من كل وعاء ليتم وضعه في كل مجموعة من المجموعات الخمس (A، B، C، D، E).
| الوعاء 1 | الوعاء 2 | الوعاء 3 | الوعاء 4 |
| --- | --- | --- | --- |
| نادي فاكيف بنك للكرة الطائرة (تركيا 1) · إيموكو فولي كونيجليانو (إيطاليا 1) · دينامو-آك بارس ‏ (روسيا 1) · اكزاسيباسي فيترا (تركيا 2) · نادي يو واي بي إي (إيطاليا 2) · | غروبا آزوتي خيميك بوليس (بولندا 1) · نادي مولوز الرياضي (فرنسا 1) · لوكوموتيف كالينينجراد (روسيا 2) · ديـڤـيلوپـريـس سكايريـس جيـژوف (أو ريشوف) (بولندا 2) · نانت في بي (فرنسا 2) · | إس إس سي بالمبرج شفيرين ‏ (ألمانيا 1) · ماريتزا بلوفديف (بلغاريا 1) · في كي يو بي أولوموك (التشيك 1) · إل بي فييستي سالو (فنلندا 1) · نادي فنار باغجه (تركيا 3) · | إيجور جورجونزولا نوفارا ‏ (إيطاليا 3) · أورالوتشكا-إن تي إم كيه إيكاترينبرج ‏ (روسيا 3) · الفائز من التصفيات · الفائز من التصفيات · الفائز من التصفيات · |

القرعة
| المجموعة أ                                | المجموعة ب                           | المسبح ج           | المجموعة د                    | المجموعة هـ                     |
| ----------------------------------------- | ------------------------------------ | ------------------ | ----------------------------- | ------------------------------- |
| تمثال أرسيزيو لوحدة العمل الإلكتروني      | إيموكو فولي كونجليانو                | بنك وقف اسطنبول    | مطعم إكزاجيباشي فيترا إسطنبول | بارات دينامو-آك ‏                |
| ديـڤـيلوپـريـس سكايريـس جيـژوف (أو ريشوف) | نانت في بي                           | نادي ميلوز الرياضي | لوكوموتيف كالينينغراد         | مجموعة أزوتي الكيميائية للشرطة ‏ |
| إس إس سي بالمبيرج شفيرين ‏                 | فنربخشة أوبت إسطنبول                 | ماريتزا بلوفديف    | إل بي سالو                    | في كي يو بي أولوموك             |
| الفائز من التصفيات                        | أورالوتشكا-إن تي إم كيه يكاترينبورغ ‏ | الفائز من التصفيات | الفائز من التصفيات            | إيغور جورجونزولا نوفارا ‏        |

بعد إجراء القرعة، أعلن كل من إل بي سالو  وفريق أورالوشكا-إن تي إم كي إيكاترينبرغ  انسحابهما من البطولة. وبناءً على ذلك، تم تعديل توزيع الفرق في القرعة كما يلي:
| المجموعة أ                                | المجموعة ب            | المجموعة ج          | المجموعة د                    | المجموعة هـ                     |
| ----------------------------------------- | --------------------- | ------------------- | ----------------------------- | ------------------------------- |
| تمثال أرسيزيو لوحدة العمل الإلكتروني      | إيموكو فولي كونجليانو | بنك وقف اسطنبول     | مطعم إكزاجيباشي فيترا إسطنبول | بارات دينامو-آك ‏                |
| ديـڤـيلوپـريـس سكايريـس جيـژوف (أو ريشوف) | نانت في بي            | نادي ميلوز الرياضي  | لوكوموتيف كالينينغراد         | مجموعة أزوتي الكيميائية للشرطة ‏ |
| إس إس سي بالمبيرج شفيرين ‏                 | فنربخشة أوبت إسطنبول  | ماريتزا بلوفديف     | أليانز إم تي في شتوتغارت ‏     | في كي يو بي أولوموك             |
| سافينو ديل بيني سكانديتشي ‏ ·              | كالسيت فولي كامنيك ‏ · | نادي وووكتاس لودز · | دينامو موسكو                  | إيغور جورجونزولا نوفارا ‏ ·      |

## دور المجموعات
بدأ دور المجموعات في 24 نوفمبر 2020.
- جميع الأوقات هي بالتوقيت المحلي.

### المجموعة أ
| التاريخ | التوقيت |                             | النتيجة |                             | الشوط 1 | الشوط 2 | الشوط 3 | الشوط 4 | الشوط 5 | المجموع | التقرير |
| ------- | ------- | --------------------------- | ------- | --------------------------- | ------- | ------- | ------- | ------- | ------- | ------- | ------- |
| 1 Dec   | 17:30   | بالافولو سكانديتشي          | 3–2     | يونت إي-وورك بوستو أرسيتسيو | 25–18   | 11–25   | 25–19   | 23–25   | 17–15   | 101–102 | Report  |
| 1 Dec   | 20:30   | إس إس سي بالمبرغ شفيرين ‏    | 3–1     | ديفيلوبريس سكاي ريس جيشوف   | 25–27   | 25–18   | 25–18   | 25–18   |         | 100–81  | Report  |
| 2 Dec   | 17:30   | إس إس سي بالمبرغ شفيرين ‏    | 1–3     | بالافولو سكانديتشي          | 25–19   | 19–25   | 20–25   | 21–25   |         | 85–94   | Report  |
| 2 Dec   | 20:30   | ديفيلوبريس سكاي ريس جيشوف   | 2–3     | يونت إي-وورك بوستو أرسيتسيو | 17–25   | 22–25   | 25–19   | 25–22   | 14–16   | 103–107 | Report  |
| 3 Dec   | 17:30   | يونت إي-وورك بوستو أرسيتسيو | 0–3     | إس إس سي بالمبرغ شفيرين ‏    | 24–26   | 14–25   | 22–25   |         |         | 60–76   | Report  |
| 3 Dec   | 20:30   | ديفيلوبريس سكاي ريس جيشوف   | 0–3     | بالافولو سكانديتشي          | 23–25   | 18–25   | 16–25   |         |         | 57–75   | Report  |
| 2 Feb   | 17:00   | بالافولو سكانديتشي          | 2–3     | يونت إي-وورك بوستو أرسيتسيو | 18–25   | 25–21   | 14–25   | 25–18   | 10–15   | 92–104  | Report  |
| 2 Feb   | 20:00   | إس إس سي بالمبرغ شفيرين ‏    | 3–2     | ديفيلوبريس سكاي ريس جيشوف   | 25–18   | 22–25   | 23–25   | 26–24   | 15–7    | 111–99  | Report  |
| 3 Feb   | 17:00   | ديفيلوبريس سكاي ريس جيشوف   | 0–3     | يونت إي-وورك بوستو أرسيتسيو | 23–25   | 22–25   | 17–25   |         |         | 62–75   | Report  |
| 3 Feb   | 20:00   | إس إس سي بالمبرغ شفيرين ‏    | 0–3     | بالافولو سكانديتشي          | 22–25   | 13–25   | 15–25   |         |         | 50–75   | Report  |
| 4 Feb   | 17:00   | ديفيلوبريس سكاي ريس جيشوف   | 3–1     | بالافولو سكانديتشي          | 33–35   | 25–22   | 25–22   | 28–26   |         | 111–105 | Report  |
| 4 Feb   | 20:00   | يونت إي-وورك بوستو أرسيتسيو | 3–0     | إس إس سي بالمبرغ شفيرين ‏    | 25–20   | 25–13   | 25–12   |         |         | 75–45   | Report  |

### المجموعة ب
| التاريخ | التوقيت |                         | النتيجة |                         | الشوط 1 | الشوط 2 | الشوط 3 | الشوط 4 | الشوط 5 | المجموع | التقرير |
| ------- | ------- | ----------------------- | ------- | ----------------------- | ------- | ------- | ------- | ------- | ------- | ------- | ------- |
| 8 Dec   | 18:00   | كالسيت فولي كامنيك ‏     | 0–3     | إيموكو فولي كونيليانو   | 18–25   | 17–25   | 15–25   |         |         | 50–75   | Report  |
| 8 Dec   | 20:30   | فنربخشة أوبت إسطنبول    | 3–0     | نادي نانت للكرة الطائرة | 25–16   | 25–18   | 25–15   |         |         | 75–49   | Report  |
| 9 Dec   | 18:00   | نادي نانت للكرة الطائرة | 0–3     | إيموكو فولي كونيليانو   | 19–25   | 11–25   | 16–25   |         |         | 46–75   | Report  |
| 9 Dec   | 20:30   | فنربخشة أوبت إسطنبول    | 3–1     | كالسيت فولي كامنيك ‏     | 25–16   | 20–25   | 26–24   | 25–17   |         | 96–82   | Report  |
| 10 Dec  | 18:00   | نادي نانت للكرة الطائرة | 3–0     | كالسيت فولي كامنيك ‏     | 25–22   | 25–19   | 25–20   |         |         | 75–61   | Report  |
| 10 Dec  | 20:30   | إيموكو فولي كونيليانو   | 3–0     | فنربخشة أوبت إسطنبول    | 25–14   | 25–19   | 25–19   |         |         | 75–52   | Report  |
| 26 Jan  | 18:00   | فنربخشة أوبت إسطنبول    | 3–0     | نادي نانت للكرة الطائرة | 25–22   | 25–16   | 25–20   |         |         | 75–58   | Report  |
| 26 Jan  | 20:30   | كالسيت فولي كامنيك ‏     | 0–3     | إيموكو فولي كونيليانو   | 21–25   | 11–25   | 11–25   |         |         | 43–75   | Report  |
| 27 Jan  | 18:00   | فنربخشة أوبت إسطنبول    | 3–0     | كالسيت فولي كامنيك ‏     | 25–13   | 25–18   | 25–20   |         |         | 75–51   | Report  |
| 27 Jan  | 20:30   | نادي نانت للكرة الطائرة | 0–3     | إيموكو فولي كونيليانو   | 20–25   | 20–25   | 24–26   |         |         | 64–76   | Report  |
| 28 Jan  | 18:00   | نادي نانت للكرة الطائرة | 3–1     | كالسيت فولي كامنيك ‏     | 22–25   | 25–19   | 25–20   | 25–21   |         | 97–85   | Report  |
| 28 Jan  | 20:30   | إيموكو فولي كونيليانو   | 3–1     | فنربخشة أوبت إسطنبول    | 25–19   | 22–25   | 25–21   | 25–17   |         | 97–82   | Report  |

### المجموعة ج
| التاريخ | التوقيت |                         | النتيجة |                         | الشوط 1 | الشوط 2 | الشوط 3 | الشوط 4 | الشوط 5 | المجموع | التقرير |
| ------- | ------- | ----------------------- | ------- | ----------------------- | ------- | ------- | ------- | ------- | ------- | ------- | ------- |
| 24 Nov  | 18:00   | إل كيه إس كومرسكون وودج | 0–3     | فاكيف بنك إسطنبول       | 23–25   | 17–25   | 22–25   |         |         | 62–75   | Report  |
| 24 Nov  | 20:30   | ماريتسا بلوفديف         | 0–3     | إيه إس بي تي تي ميلوز ‏  | 17–25   | 19–25   | 13–25   |         |         | 49–75   | Report  |
| 25 Nov  | 18:00   | ماريتسا بلوفديف         | 2–3     | إل كيه إس كومرسكون وودج | 18–25   | 25–20   | 25–20   | 17–25   | 10–15   | 95–105  | Report  |
| 25 Nov  | 20:30   | إيه إس بي تي تي ميلوز ‏  | 0–3     | فاكيف بنك إسطنبول       | 18–25   | 16–25   | 18–25   |         |         | 52–75   | Report  |
| 26 Nov  | 18:00   | إيه إس بي تي تي ميلوز ‏  | 0–3     | إل كيه إس كومرسكون وودج | 20–25   | 23–25   | 20–25   |         |         | 63–75   | Report  |
| 26 Nov  | 20:30   | فاكيف بنك إسطنبول       | 3–1     | ماريتسا بلوفديف         | 25–9    | 25–10   | 23–25   | 25–16   |         | 98–60   | Report  |
| 2 Feb   | 18:00   | إل كيه إس كومرسكون وودج | 0–3     | فاكيف بنك إسطنبول       | 21–25   | 19–25   | 20–25   |         |         | 60–75   | Report  |
| 2 Feb   | 20:30   | ماريتسا بلوفديف         | 1–3     | إيه إس بي تي تي ميلوز ‏  | 23–25   | 25–22   | 22–25   | 22–25   |         | 92–97   | Report  |
| 3 Feb   | 18:00   | إيه إس بي تي تي ميلوز ‏  | 0–3     | فاكيف بنك إسطنبول       | 15–25   | 13–25   | 18–25   |         |         | 46–75   | Report  |
| 3 Feb   | 20:30   | ماريتسا بلوفديف         | 1–3     | إل كيه إس كومرسكون وودج | 24–26   | 18–25   | 25–23   | 17–25   |         | 84–99   | Report  |
| 4 Feb   | 18:00   | فاكيف بنك إسطنبول       | 3–1     | ماريتسا بلوفديف         | 25–11   | 25–20   | 25–27   | 25–14   |         | 100–72  | Report  |
| 4 Feb   | 20:30   | إيه إس بي تي تي ميلوز ‏  | 1–3     | إل كيه إس كومرسكون وودج | 23–25   | 19–25   | 25–21   | 18–25   |         | 85–96   | Report  |

### المجموعة د
| التاريخ | التوقيت |                          | النتيجة |                          | الشوط 1 | الشوط 2 | الشوط 3 | الشوط 4 | الشوط 5 | المجموع | التقرير |
| ------- | ------- | ------------------------ | ------- | ------------------------ | ------- | ------- | ------- | ------- | ------- | ------- | ------- |
| 8 Dec   | 17:00   | دينامو موسكو             | 3–2     | لوكوموتيف كالينينغراد    | 25–23   | 13–25   | 27–29   | 25–23   | 17–15   | 107–115 | Report  |
| 8 Dec   | 20:00   | أليانز إم تي في شتوتغارت | 2–3     | إجزاجيباشي فيترا إسطنبول | 25–22   | 25–21   | 17–25   | 21–25   | 9–15    | 97–108  | Report  |
| 9 Dec   | 17:30   | دينامو موسكو             | 2–3     | أليانز إم تي في شتوتغارت | 27–29   | 25–13   | 25–22   | 14–25   | 11–15   | 102–104 | Report  |
| 9 Dec   | 20:00   | لوكوموتيف كالينينغراد    | 0–3     | إجزاجيباشي فيترا إسطنبول | 17–25   | 22–25   | 22–25   |         |         | 61–75   | Report  |
| 10 Dec  | 17:30   | لوكوموتيف كالينينغراد    | 3–0     | أليانز إم تي في شتوتغارت | 25–23   | 25–20   | 25–20   |         |         | 75–63   | Report  |
| 10 Dec  | 20:00   | إجزاجيباشي فيترا إسطنبول | 3–0     | دينامو موسكو             | 25–18   | 25–20   | 25–14   |         |         | 75–52   | Report  |
| 2 Feb   | 16:00   | أليانز إم تي في شتوتغارت | 2–3     | إجزاجيباشي فيترا إسطنبول | 32–30   | 23–25   | 25–22   | 14–25   | 9–15    | 103–117 | Report  |
| 2 Feb   | 19:00   | دينامو موسكو             | 3–0     | لوكوموتيف كالينينغراد    | 25–20   | 25–13   | 25–23   |         |         | 75–56   | Report  |
| 3 Feb   | 16:00   | دينامو موسكو             | 3–0     | أليانز إم تي في شتوتغارت | 25–21   | 25–20   | 25–20   |         |         | 75–61   | Report  |
| 3 Feb   | 19:00   | لوكوموتيف كالينينغراد    | 0–3     | إجزاجيباشي فيترا إسطنبول | 20–25   | 19–25   | 17–25   |         |         | 56–75   | Report  |
| 4 Feb   | 16:00   | إجزاجيباشي فيترا إسطنبول | 3–1     | دينامو موسكو             | 25–16   | 19–25   | 25–14   | 25–18   |         | 94–73   | Report  |
| 4 Feb   | 19:00   | لوكوموتيف كالينينغراد    | 0–3     | أليانز إم تي في شتوتغارت | 23–25   | 19–25   | 21–25   |         |         | 63–75   | Report  |

### المجموعة هـ
| التاريخ | التوقيت |                          | النتيجة |                          | الشوط 1 | الشوط 2 | الشوط 3 | الشوط 4 | الشوط 5 | المجموع | التقرير |
| ------- | ------- | ------------------------ | ------- | ------------------------ | ------- | ------- | ------- | ------- | ------- | ------- | ------- |
| 24 Nov  | 17:30   | إيغور غورغونزولا نوفارا ‏ | 3–0     | دينامو-آك بارز ‏          | 25–19   | 25–22   | 25–13   |         |         | 75–54   | Report  |
| 24 Nov  | 20:30   | في كيه يو بي أولوموك     | 0–3     | غروبا أزوتي خيميك بوليس ‏ | 18–25   | 19–25   | 18–25   |         |         | 55–75   | Report  |
| 25 Nov  | 17:30   | في كيه يو بي أولوموك     | 0–3     | إيغور غورغونزولا نوفارا ‏ | 17–25   | 25–27   | 20–25   |         |         | 62–77   | Report  |
| 25 Nov  | 20:30   | غروبا أزوتي خيميك بوليس ‏ | 3–0     | دينامو-آك بارز ‏          | 25–21   | 25–22   | 25–18   |         |         | 75–61   | Report  |
| 26 Nov  | 17:30   | دينامو-آك بارز ‏          | 3–0     | في كيه يو بي أولوموك     | 25–18   | 25–17   | 25–20   |         |         | 75–55   | Report  |
| 26 Nov  | 20:30   | غروبا أزوتي خيميك بوليس ‏ | 2–3     | إيغور غورغونزولا نوفارا ‏ | 25–27   | 22–25   | 25–21   | 25–21   | 6–15    | 103–109 | Report  |
| 2 Feb   | 17:30   | إيغور غورغونزولا نوفارا ‏ | 3–1     | دينامو-آك بارز ‏          | 30–28   | 22–25   | 25–22   | 25–20   |         | 102–95  | Report  |
| 2 Feb   | 20:30   | في كيه يو بي أولوموك     | 0–3     | غروبا أزوتي خيميك بوليس ‏ | 12–25   | 23–25   | 17–25   |         |         | 52–75   | Report  |
| 3 Feb   | 17:30   | في كيه يو بي أولوموك     | 1–3     | إيغور غورغونزولا نوفارا ‏ | 15–25   | 25–22   | 8–25    | 23–25   |         | 71–97   | Report  |
| 3 Feb   | 20:30   | غروبا أزوتي خيميك بوليس ‏ | 3–0     | دينامو-آك بارز ‏          | 28–26   | 25–20   | 25–17   |         |         | 78–63   | Report  |
| 4 Feb   | 17:30   | دينامو-آك بارز ‏          | 3–1     | في كيه يو بي أولوموك     | 25–18   | 22–25   | 25–21   | 25–15   |         | 97–79   | Report  |
| 4 Feb   | 20:30   | غروبا أزوتي خيميك بوليس ‏ | 1–3     | إيغور غورغونزولا نوفارا ‏ | 19–25   | 25–22   | 18–25   | 16–25   |         | 78–97   | Report  |

## تصنيف المركز الأول
| الفريق                       | عدد الانتصارات (3 أشواط) | عدد الانتصارات (4 أشواط) | عدد الانتصارات (5 أشواط) | عدد الخسائر (3 أشواط) | عدد الخسائر (4 أشواط) | عدد الخسائر (5 أشواط) | النقاط المسجلة | النقاط المستقبلة |
| ---------------------------- | ------------------------ | ------------------------ | ------------------------ | --------------------- | --------------------- | --------------------- | -------------- | ---------------- |
| إيموكو فولي                  | 5                        | 1                        | 0                        | 0                     | 0                     | 0                     | 473            | 337              |
| نادي فاكيف بنك للكرة الطائرة | 4                        | 2                        | 0                        | 0                     | 0                     | 0                     | 498            | 352              |
| إيغور غورغونزولا نوفارا      | 2                        | 3                        | 1                        | 0                     | 0                     | 0                     | 557            | 463              |
| إجزاجيباشي فيترا             | 3                        | 1                        | 2                        | 0                     | 0                     | 0                     | 544            | 442              |
| بالافولو سكانديتشي           | 2                        | 1                        | 1                        | 0                     | 1                     | 1                     | 542            | 509              |

## تصنيف المركز الثاني
| م | Team                        | Pld | W | L | Pts | SW | SL | SR    | SPW | SPL | SPR   | التأهل      |
| - | --------------------------- | --- | - | - | --- | -- | -- | ----- | --- | --- | ----- | ----------- |
| 1 | غروبا أزوتي خيميك بوليس ‏    | 6   | 4 | 2 | 13  | 15 | 6  | 2٫500 | 484 | 437 | 1٫108 | ربع النهائي |
| 2 | فنربخشة أوبت إسطنبول        | 6   | 4 | 2 | 12  | 13 | 7  | 1٫857 | 455 | 412 | 1٫104 | ربع النهائي |
| 3 | يونت إي-وورك بوستو أرسيتسيو | 6   | 4 | 2 | 11  | 14 | 10 | 1٫400 | 523 | 479 | 1٫092 | ربع النهائي |
| 4 | دينامو موسكو                | 6   | 3 | 3 | 9   | 12 | 11 | 1٫091 | 484 | 505 | 0٫958 |             |
| 5 | إيه إس بي تي تي ميلوز ‏      | 6   | 2 | 4 | 6   | 7  | 13 | 0٫538 | 418 | 462 | 0٫905 |             |

## التصفيات
- تم إجراء القرعة في 12 فبراير 2021 في مدينة لوكسمبورج .[13][14]

| # | الكأس 1                       | الكأس 2                              |
| - | ----------------------------- | ------------------------------------ |
| 1 | إيموكو فولي كونجليانو         | سافينو ديل بيني سكانديتشي ‏           |
| 2 | بنك وقف اسطنبول               | مجموعة أزوتي الكيميائية للشرطة ‏      |
| 3 | إيغور جورجونزولا نوفارا ‏      | فنربخشة أوبت إسطنبول                 |
| 4 | مطعم إكزاجيباشي فيترا إسطنبول | تمثال أرسيزيو لوحدة العمل الإلكتروني |

### الأدوار الإقصائية
|  | ربع النهائي | ربع النهائي                 | ربع النهائي                 |                          |                         | نصف النهائي | نصف النهائي | نصف النهائي |  |  | النهائي | النهائي               | النهائي |
|  |             |                             |                             |                          |                         |             |             |             |  |  |         |                       |         |
|  | 1E          | إيغور غورغونزولا نوفارا     |                             |                          |                         |             |             |             |  |  |         |                       |         |
|  | 2B          | فنربخشة أوبت إسطنبول        |                             |                          |                         |             |             |             |  |  |         |                       |         |
|  | 2B          | فنربخشة أوبت إسطنبول        |                             | 1E                       | إيغور غورغونزولا نوفارا |             |             |             |  |  |         |                       |         |
|  |             |                             |                             | 1E                       | إيغور غورغونزولا نوفارا |             |             |             |  |  |         |                       |         |
|  |             | 1B                          | إيموكو فولي كونيليانو       |                          |                         |             |             |             |  |  |         |                       |         |
|  | 1B          | 1B                          | إيموكو فولي كونيليانو       | إيموكو فولي كونيليانو    |                         |             |             |             |  |  |         |                       |         |
|  | 1B          |                             |                             | إيموكو فولي كونيليانو    |                         |             |             |             |  |  |         |                       |         |
|  | 1A          | بالافولو سكانديتشي          |                             |                          |                         |             |             |             |  |  |         |                       |         |
|  |             |                             |                             |                          |                         |             |             |             |  |  | 1B      | إيموكو فولي كونيليانو |         |
|  |             |                             | 1C                          | فاكيف بنك إسطنبول        |                         |             |             |             |  |  |         |                       |         |
|  | 1C          | فاكيف بنك إسطنبول           |                             |                          |                         |             |             |             |  |  |         |                       |         |
|  | 2E          | غروبا أزوتي خيميك بوليس     |                             |                          |                         |             |             |             |  |  |         |                       |         |
|  | 2E          | غروبا أزوتي خيميك بوليس     |                             | 1C                       | فاكيف بنك إسطنبول       |             |             |             |  |  |         |                       |         |
|  |             |                             |                             | 1C                       | فاكيف بنك إسطنبول       |             |             |             |  |  |         |                       |         |
|  |             | 2A                          | يونت إي-وورك بوستو أرسيتسيو |                          |                         |             |             |             |  |  |         |                       |         |
|  | 1D          | 2A                          | يونت إي-وورك بوستو أرسيتسيو | إجزاجيباشي فيترا إسطنبول |                         |             |             |             |  |  |         |                       |         |
|  | 1D          |                             |                             | إجزاجيباشي فيترا إسطنبول |                         |             |             |             |  |  |         |                       |         |
|  | 2A          | يونت إي-وورك بوستو أرسيتسيو |                             |                          |                         |             |             |             |  |  |         |                       |         |

- جميع الأوقات هي بالتوقيت المحلي.

### ربع النهائي
| الفريق الأول                | إجم. | الفريق الثاني            | مباراة الذهاب | مباراة الإياب |
| --------------------------- | ---- | ------------------------ | ------------- | ------------- |
| فنربخشة أوبت إسطنبول        | 0–6  | إيغور غورغونزولا نوفارا ‏ | 1–3           | 1–3           |
| بالافولو سكانديتشي          | 1–5  | إيموكو فولي كونيليانو    | 2–3           | 0–3           |
| غروبا أزوتي خيميك بوليس ‏    | 0–6  | فاكيف بنك إسطنبول        | 0–3           | 0–3           |
| يونت إي-وورك بوستو أرسيتسيو | 6–0  | إجزاجيباشي فيترا إسطنبول | 3–1           | 3–1           |

#### مباراة الذهاب
| التاريخ | التوقيت |                             | النتيجة |                          | الشوط 1 | الشوط 2 | الشوط 3 | الشوط 4 | الشوط 5 | المجموع | التقرير |
| ------- | ------- | --------------------------- | ------- | ------------------------ | ------- | ------- | ------- | ------- | ------- | ------- | ------- |
| 23 Feb  | 17:00   | فنربخشة أوبت إسطنبول        | 1–3     | إيغور غورغونزولا نوفارا ‏ | 25–19   | 12–25   | 19–25   | 25–27   |         | 81–96   | Report  |
| 24 Feb  | 17:30   | بالافولو سكانديتشي          | 2–3     | إيموكو فولي كونيليانو    | 25–17   | 27–29   | 30–28   | 23–25   | 15–17   | 120–116 | Report  |
| 25 Feb  | 18:00   | غروبا أزوتي خيميك بوليس ‏    | 0–3     | فاكيف بنك إسطنبول        | 9–25    | 15–25   | 20–25   |         |         | 44–75   | Report  |
| 25 Feb  | 18:00   | يونت إي-وورك بوستو أرسيتسيو | 3–1     | إجزاجيباشي فيترا إسطنبول | 25–19   | 15–25   | 25–17   | 28–26   |         | 93–87   | Report  |

#### مباراة الإياب
| التاريخ | التوقيت |                          | النتيجة |                             | الشوط 1 | الشوط 2 | الشوط 3 | الشوط 4 | الشوط 5 | المجموع | التقرير |
| ------- | ------- | ------------------------ | ------- | --------------------------- | ------- | ------- | ------- | ------- | ------- | ------- | ------- |
| 3 Mar   | 19:00   | إيغور غورغونزولا نوفارا ‏ | 3–1     | فنربخشة أوبت إسطنبول        | 25–16   | 25–18   | 16–25   | 25–11   |         | 91–70   | Report  |
| 3 Mar   | 20:30   | إيموكو فولي كونيليانو    | 3–0     | بالافولو سكانديتشي          | 25–20   | 25–17   | 25–20   |         |         | 75–57   | Report  |
| 4 Mar   | 17:00   | فاكيف بنك إسطنبول        | 3–0     | غروبا أزوتي خيميك بوليس ‏    | 25–21   | 25–13   | 25–13   |         |         | 75–47   | Report  |
| 4 Mar   | 19:30   | إجزاجيباشي فيترا إسطنبول | 1–3     | يونت إي-وورك بوستو أرسيتسيو | 23–25   | 22–25   | 25–22   | 26–28   |         | 96–100  | Report  |

### الدور نصف النهائي
| الفريق الأول             | إجم. | الفريق الثاني               | مباراة الذهاب | مباراة الإياب |
| ------------------------ | ---- | --------------------------- | ------------- | ------------- |
| إيغور غورغونزولا نوفارا ‏ | 0–6  | إيموكو فولي كونيليانو       | 0–3           | 0–3           |
| فاكيف بنك إسطنبول        | 4–2  | يونت إي-وورك بوستو أرسيتسيو | 2–3           | 3–0           |

#### مباراة الذهاب
| التاريخ | التوقيت |                          | النتيجة |                             | الشوط 1 | الشوط 2 | الشوط 3 | الشوط 4 | الشوط 5 | المجموع | التقرير |
| ------- | ------- | ------------------------ | ------- | --------------------------- | ------- | ------- | ------- | ------- | ------- | ------- | ------- |
| 17 Mar  | 21:00   | إيغور غورغونزولا نوفارا ‏ | 0–3     | إيموكو فولي كونيليانو       | 21–25   | 18–25   | 17–25   |         |         | 56–75   | Report  |
| 17 Mar  | 20:00   | فاكيف بنك إسطنبول        | 2–3     | يونت إي-وورك بوستو أرسيتسيو | 25–20   | 25–17   | 21–25   | 13–25   | 13–15   | 97–102  | Report  |

#### مباراة الإياب
| التاريخ | التوقيت |                             | النتيجة |                          | الشوط 1 | الشوط 2 | الشوط 3 | الشوط 4 | الشوط 5 | المجموع | التقرير |
| ------- | ------- | --------------------------- | ------- | ------------------------ | ------- | ------- | ------- | ------- | ------- | ------- | ------- |
| 23 Mar  | 20:30   | إيموكو فولي كونيليانو       | 3–0     | إيغور غورغونزولا نوفارا ‏ | 25–15   | 25–23   | 25–20   |         |         | 75–58   | Report  |
| 24 Mar  | 18:00   | يونت إي-وورك بوستو أرسيتسيو | 0–3     | فاكيف بنك إسطنبول        | 13–25   | 15–25   | 15–25   |         |         | 43–75   | Report  |

### النهائي
| التاريخ | التوقيت |                       | النتيجة |                   | الشوط 1 | الشوط 2 | الشوط 3 | الشوط 4 | الشوط 5 | المجموع | التقرير |
| ------- | ------- | --------------------- | ------- | ----------------- | ------- | ------- | ------- | ------- | ------- | ------- | ------- |
| 1 May   | 17:00   | إيموكو فولي كونيليانو | 3–2     | فاكيف بنك إسطنبول | 22–25   | 25–22   | 23–25   | 25–23   | 15–12   | 110–107 | Report  |

## روابط خارجية
- الموقع الرسمي